# 彭布羅克 (肯塔基州)
彭布羅克（英語：Pembroke）是一個位於美國肯塔基州克里斯蒂安縣的城市。

## 地方資料
根據2020年美國人口普查的數據，彭布羅克的面積為2.89平方千米，當中陸地面積為2.88平方千米，而水域面積為0.01平方千米。當地共有人口865人，而人口密度為每平方千米299.31人。